# Maison au 3, place du Marché à Wasselonne
La maison au 3, place du Marché est un monument historique situé à Wasselonne, dans le département français du Bas-Rhin.

## Localisation
Ce bâtiment est situé au 3, place du Marché à Wasselonne.

## Historique
L'édifice fait l'objet d'une inscription au titre des monuments historiques depuis 1931.